# زمین‌لرزه ۱۹۹۲ قرقیزستان
زمین‌لرزه قرقیزستان  در تاریخ ۱۹ اوت ۱۹۹۲ میلادی، برابر با ‎۲۸ مرداد ۱۳۷۱، ساعت ۲:۰۴:۳۷ به زمان یوتی‌سی در قرقیزستان رخ داد. ژرفای این زلزله ۱۳ کیلومتر بود، و بزرگی آن ۷٫۲ در مقیاس Mw اعلام شده‌است. زمین‌لرزه به وقت محلی در روز چهارشنبه، ساعت ۸ روی داده و منطقه زمانی آن یوتی‌سی +۶ بوده‌است .
سازمان زمین‌شناسی آمریکا نیز رومرکز این زمین‌لرزه را در مختصات ۴۲°۰۸′۳۱″شمالی ۷۳°۳۴′۳۰″شرقی / ۴۲٫۱۴۲°شمالی ۷۳٫۵۷۵°شرقی و ژرفای آنرا در ۲۷ کیلومتر گزارش کرده‌است. بزرگی برگزیدهٔ این سازمان از میان بزرگیهای محاسبه‌شدهٔ مختلف ۷٫۳ در مقیاس Mw بوده و از دید اثر، در میان چهار دسته‌بندی «نامحسوس»، «محسوس»، «زیان‌آور» یا «با تلفات»، زلزله را «با تلفات» اعلام کرده‌است.چندین دهکده بعلاوی ۸۲۰۰ ساختمان در زمین‌لرزه خراب شده‌است.روانگرایی در این زمین‌لرزه ایجاد شده‌است.
پروژهٔ «تنسور گشتاور مرکزوار» زاویه‌های (راستا، شیب، ریک) گسل سازندهٔ زمین‌لرزه و صفحه عمود بر آنرا (°۲۵۰، °۳۱، °۷۴) یا (°۸۸، °۶۰، °۹۹) و نوع گسل را «معکوس» فرارسانده‌است.
شمار کشتگان زلزله حدود ۶۱ نفر بوده‌است.تعداد زخمیان ۱۰۰ نفر برآورده شده‌است.بی‌خانمان شدگان نیز ۳۲۵۳۸ نفر اعلام شده‌است.